# Rhyothemis notata
Rhyothemis notata là loài chuồn chuồn trong họ Libellulidae. Loài này được Fabricius mô tả khoa học đầu tiên năm 1781.